# Кхао сой
Кхао сой (тай. ข้าวซอย; лаос. ເຂົ້າຊອຍ, бірм. အုန်းနို့ခေါက်ဆွဲ) — суп з локшини, що поширений у Північному Таїланді, Лаосі та у штаті Шан, М'янма. Назва означає «нарізаний рис».

## Приготування
Основою супу є суміш жовтої та червоної спецій каррі, кокосового молока, курячого бульйону, соєвого соусу та цукру. Ці інгредієнти повільно тушкуються, щоб отримати аромат. Традиційно тісто для рисової локшини викладають на тканину, натягнуту над окропом. Після пропарювання велика листова локшина зкручується і нарізається ножицями. Як замінник можуть використовувати яєчну локшину. Локшину та шматки повільно приготованої курки додаються в миску разом з великою ложкою каррі бульйону. Згори викладають смажену хрустку локшину та нарізану свіжу кінзу. Подача на стіл, як правило, супроводжується невеликою тарілкою зі свіжими ломтиками червоної цибулі, маринованою зеленню та пастою чилі.
Існує багато варіацій цієї страви: може готуватися з телятини, без кокосового молока тощо.

## Галерея

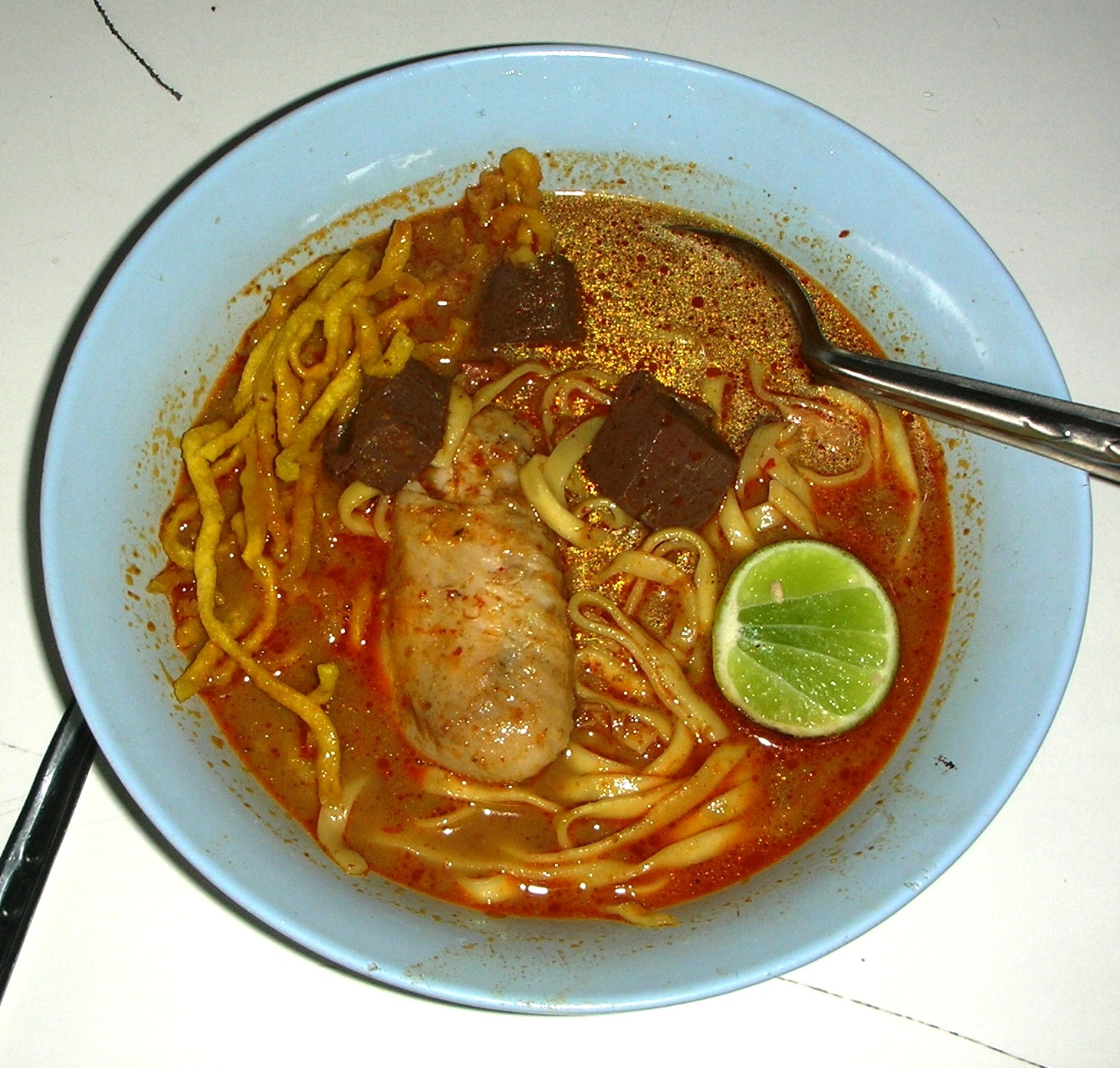
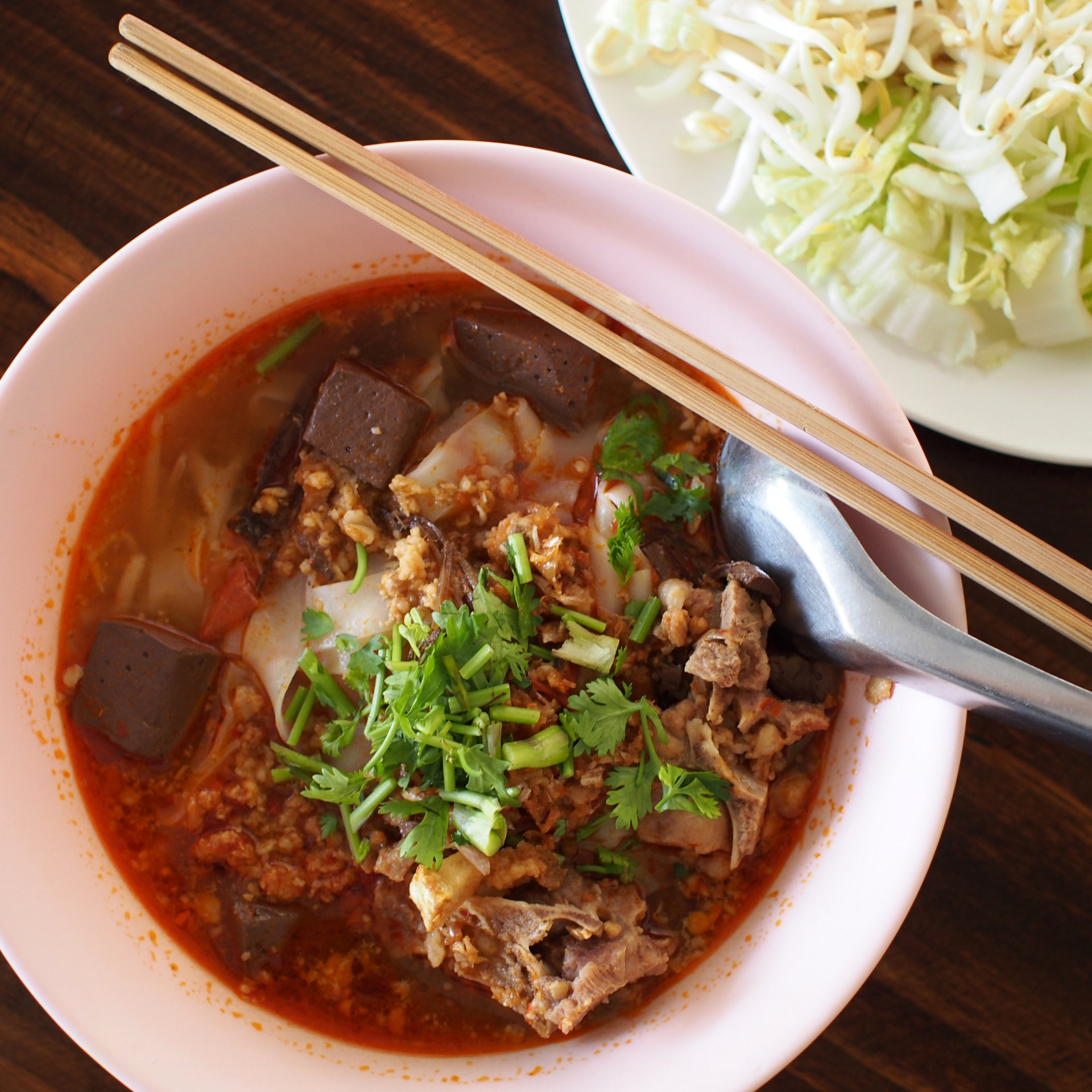
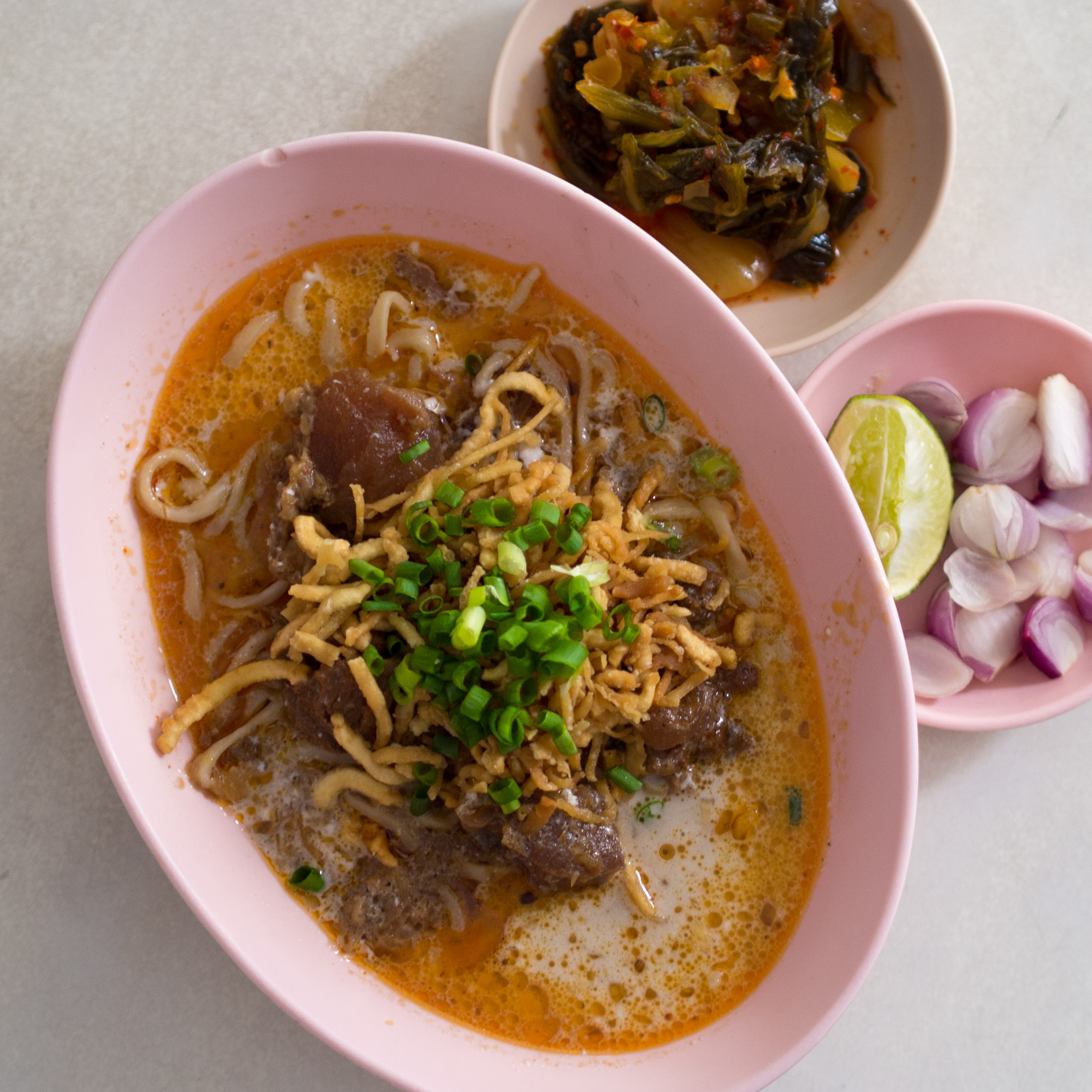
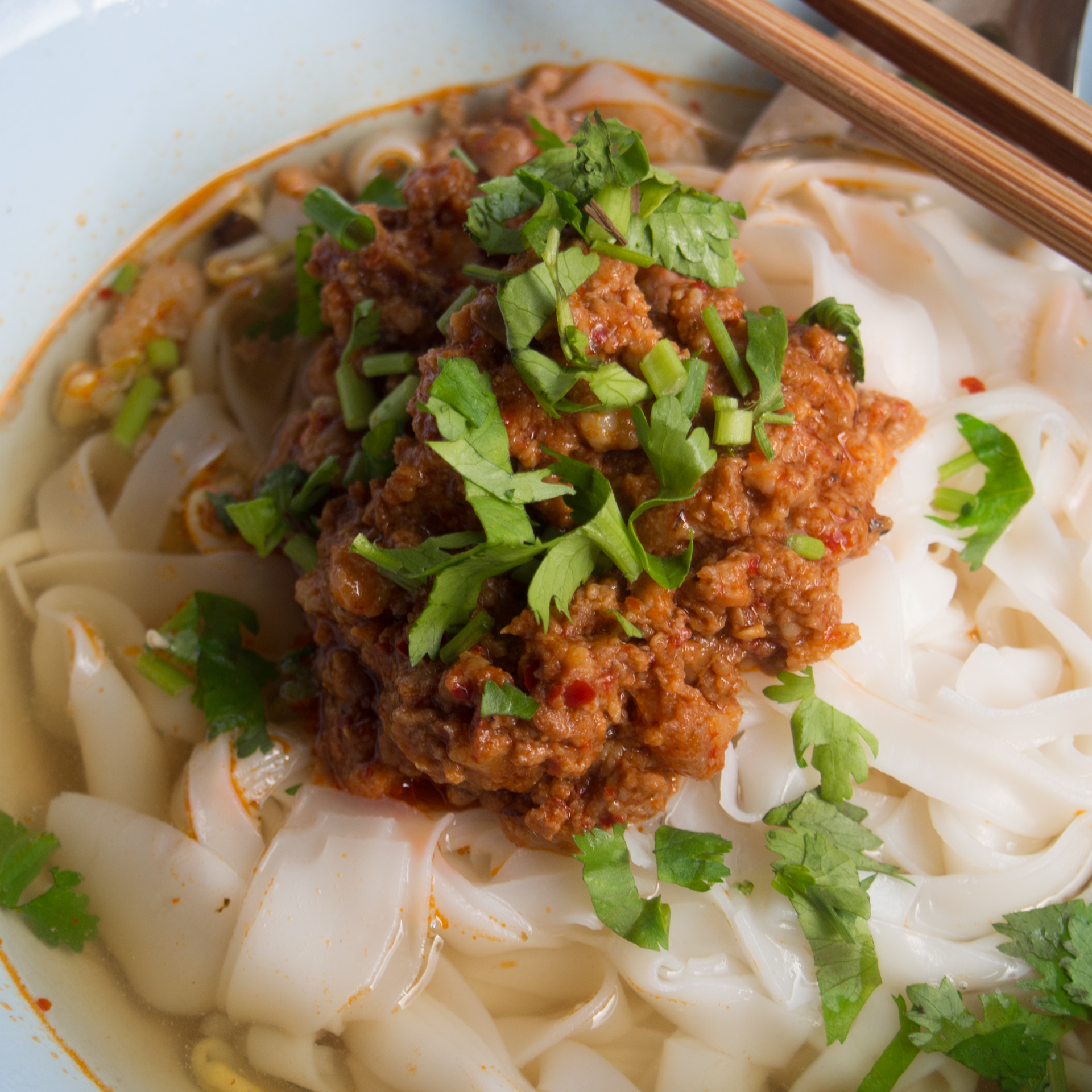
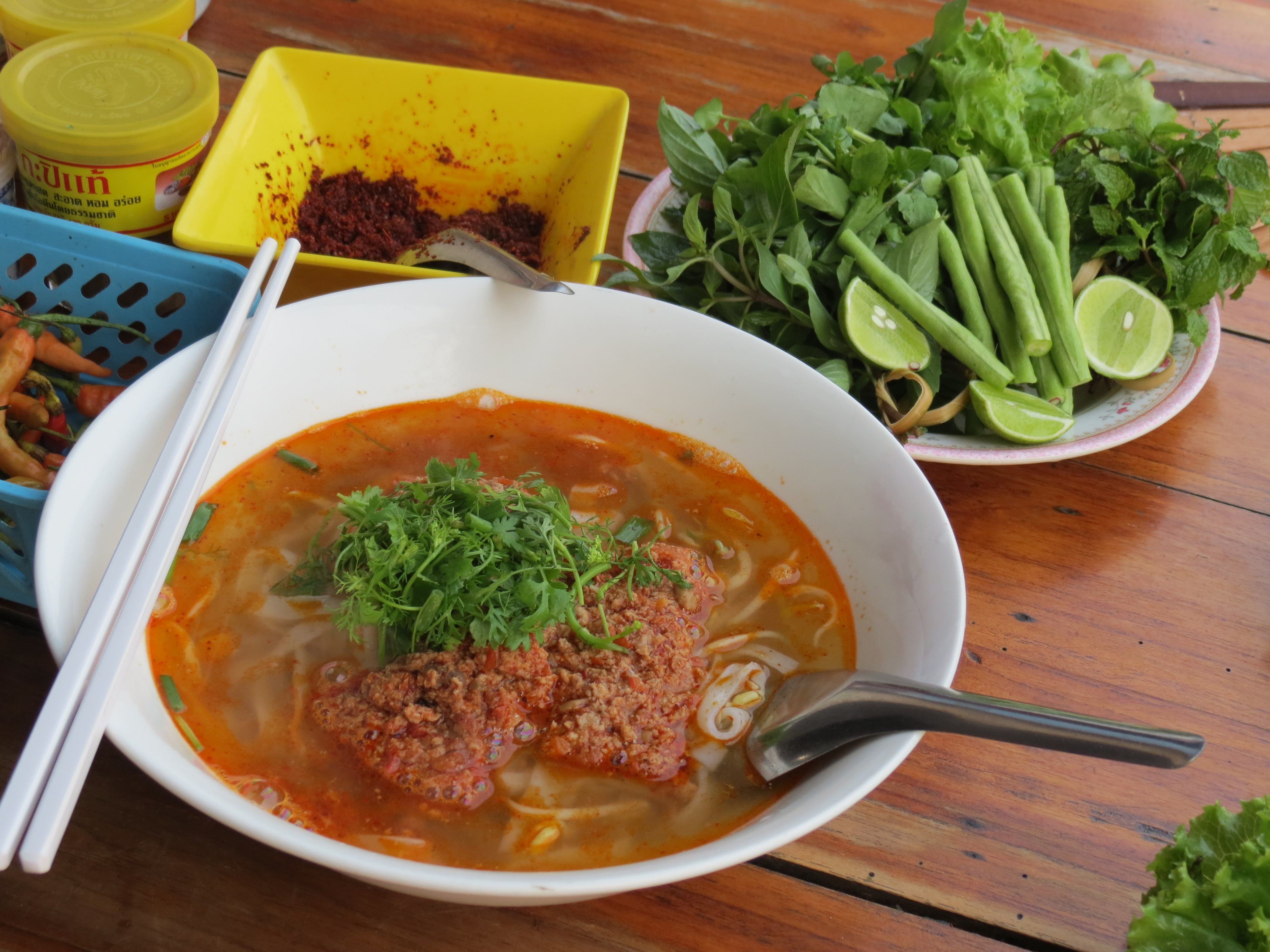